# The Manxman
The Manxman és una pel·lícula britànica muda dirigida per Alfred Hitchcock, estrenada el 1929.

## Argument
La història es desenvolupa a l'illa de Man. És l'etern triangle amorós: dos amics d'infantesa estan enamorats de la mateixa dona.
Pete Quilliam (Carl Brisson), pescador i Philip Christian (Malcolm Keen), advocat i procedent d'una família rica, són dos amics d'infantesa. Els dos estan enamorats de Kate Cregeen (Anny Ondra), la filla del propietari de l'hostal (Old Caesar). Pete és el primer a demanar-li la mà, però Caesar, el pare de Kate, el jutja indigne de la seva filla. Pete decideix marxar a l'Àfrica a fer fortuna, i demana a Kate que l'esperi fins a la seva tornada. Accepta, però es lamenta de seguida, ja que la seva preferència va cap a Philip. Pete demana a Philip que vigili Kate. Però al diari de Kate, «Mr Christian» esdevé aviat « Philip »
Quan arriba un missatge anunciant la mort de Pete, els dos enamorats es converteixen en amants en secret, ja que la família de Philip desaprova aquesta relació; la família d'un hostaler no és prou digna d'ells.
Tanmateix la notícia de la mort de Pete era falsa, i anuncia la seva tornada. Torna ric, i el pare ja no s'oposa al matrimoni. Per respecte per a la paraula donada i per evitar trencar el cor del seu amic, Kate es resigna a casar-se amb Pete. El matrimoni té lloc en el molí on ella i Philip han fet l'amor per primera vegada. Després d'algun temps, Kate té una nena, i tot sembla indicar que el pare és Philip. Pete, ignorant-ho tot, és sempre als núvols.
Philip esdevé deemster (magistrat de l'illa). Kate ja no suporta fingir ser una bona esposa i deixa Pete, deixant-li la nena; s'amaga a casa de Philip i li fa triar entre ella i la seva carrera; Philip temporitza. Com enyora la seva filla, torna a buscar-la, però Pete es nega a deixar-la-hi. Desesperada, es llança al port. Ara bé el suïcidi és considerat com un crim a Anglaterra; salvada de l'ofegament, és conduïda al tribunal on tot s'aclarirà: tots els protagonistes es troben reunits. Pete la defèn i Philip allibera Kate a condició que torni amb el seu marit; però determinada, refusa. El pare acaba comprenent qui era el pare de la seva filla, perquè el responsable del seu suïcidi, i denuncia el jutge. Philip ho reconeix, i considerant-se com perjuri dimiteix de la seva funció. Se’n va de l'illa amb Kate i la nen en mig de l'hostilitat general.

## Repartiment
- Carl Brisson: Pete Quilliam
- Malcolm Keen: Philip Christian
- Anny Ondra: Kate Cregeen
- Randle Ayrton: Caesar Cregeen
- Claire Greet: Sra. Cregeen

## Al voltant de la pel·lícula

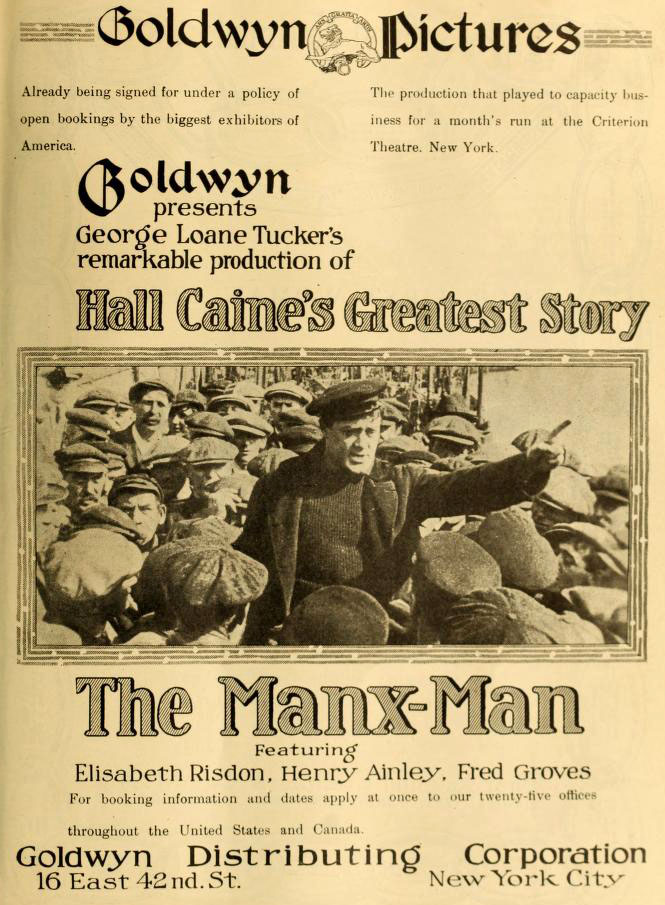
The Manx-Man (1916)

- És la segona adaptació de la novel·la de Sir Hall Caine; una primera versió ja va ser dirigida el 1916 per George Loane Tucker.
- És l'última pel·lícula completament muda de Hitchcock.
- Tot i que es desenvolupa a l'illa de Man, els nombrosos exteriors són rodats a Cornualla (Gran Bretanya) per raons de cost.
- El muntatge inclou imatges de reportatge sobre els pescadors.
- Primera rossa hitchcockiana, Anny Ondra tornarà a treballar per a Hitchcock a Blackmail
- Jutjada decebedora pels productors, l'estrena de la pel·lícula es va retardar uns mesos. Tanmateix és ben acollida per la crítica.
- No hi ha cap cameo del director en aquesta pel·lícula.